# Ultratenuipalpus younguisti
Ultratenuipalpus younguisti är en spindeldjursart som beskrevs av Baker och James P. Tuttle 1987. Ultratenuipalpus younguisti ingår i släktet Ultratenuipalpus och familjen Tenuipalpidae. Inga underarter finns listade i Catalogue of Life.